# Chaparrito
Chaparrito – jednostka osadnicza w Stanach Zjednoczonych, w stanie Teksas, w hrabstwie Starr.